# Rodrigo Muniz
Rodrigo Muniz Carvalho (ur. 4 maja 2001 w São Domingos do Prata) – brazylijski piłkarz występujący na pozycji napastnika, od 2023 roku zawodnik angielskiego Fulham.